# II Congreso del Partido Obrero Socialdemócrata de Rusia
El II Congreso del Partido Obrero Socialdemócrata de Rusia (POSDR) tuvo lugar entre el 30 de julio y el 23 de agosto de 1903. Las primeras sesiones (hasta el 6 de agosto) se celebraron en Bruselas, Bélgica, pero ante la inminente intervención de la policía, los delegados se trasladaron a Londres. Asistieron un total de 43 delegados con 51 votos, en representación de 26 organizaciones, con la intención de unificarlas en un solo partido marxista ruso, que se había proclamado formalmente en el I Congreso del POSDR. El congreso debía escoger un programa, elegir a los comités del partido y decidir sobre diversas cuestiones tácticas y organizativas.

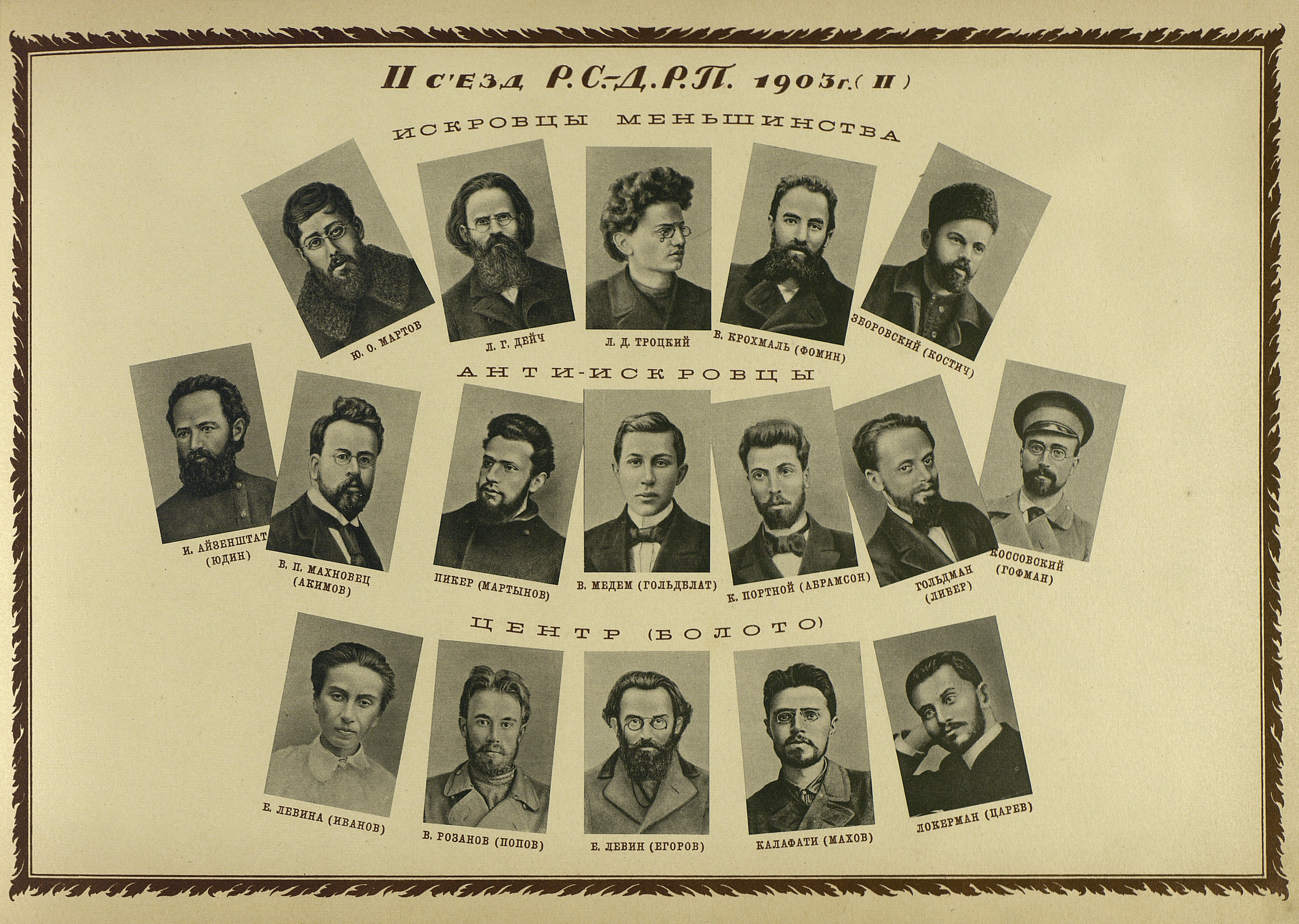
Delegados del II Congreso del POSDR

Durante este congreso, se configuraron dos facciones: una mayoría denominada bolchevique (del ruso Большевик, «miembro de la mayoría»), en torno a Lenin, que logró la aprobación de gran parte del programa propuesto por Iskra, y una minoría menchevique (del ruso Меньшевик, «miembro de la minoría») en torno al hasta ese momento iskraísta Yuli Mártov. El nombre se debía a la victoria temporal de los partidarios de Lenin en algunas votaciones del congreso.
A la hora de aprobar los estatutos, Mártov venció a los leninistas que proponían que para ser miembro del partido se necesitaba formar parte de una de sus organizaciones. Mártov expuso su postura sobre a quién debía permitírsele ingresar en el partido: todo simpatizante de los ideales socialdemócratas debía poder pertenecer a él y tener voz en las decisiones del mismo. Lenin, por el contrario, sostuvo que solo revolucionarios profesionales, dedicados totalmente a la causa revolucionaria, debían ser miembros del partido. Pero, al abandonar el Bund el congreso tras no aceptarse que eran la «única representación de los obreros judíos de Rusia» y al retirarse dos economicistas porque el Congreso se negó a concederles la representación del Partido fuera de Rusia —creada por ellos—, la correlación de fuerzas se invirtió y los leninistas quedaron en mayoría a la hora de elegir el Comité Central y la junta editorial de Iskra (órgano ideológico del partido). En vista de ello, los mencheviques crearon su propia organización, paralela a la conformada en el congreso. Plejánov trató de conciliar las dos fracciones e invitó a la redacción de Iskra a los mencheviques poco después, lo que condujo a la renuncia de Lenin y la conversión de ese periódico en órgano del menchevismo, mientras el bolchevismo se expresaba desde el Comité Central.

## Antecedentes
El comité organizador que convocó el II Congreso fue elegido en la Conferencia de Białystok que tuvo lugar en marzo (abril) de 1902, pero, poco después de la conferencia, dos de sus tres miembros fueron arrestados. Ante la pasividad del único miembro en libertad, representante del Bund, los miembros de Iskra pudieron tomar la iniciativa de la organización del nuevo congreso. Por sugerencia de Lenin, se formó un nuevo comité organizador en una conferencia de comités socialdemócratas celebrada en noviembre de 1902 en Pskov. En este nuevo comité de ocho miembros, los iskraístas obtuvieron una mayoría abrumadora. A pesar de que ni la Liga ni el Bund enviaron delegados, la presencia del único superviviente del primer comité permitió afirmar que el nuevo comité era continuador de aquel. La maniobra, aceptada por la Liga, indignó al Bund, que sospechaba que había sido una artimaña de Iskra para excluirlo del comité, lo que deterioró las relaciones entre los dos grupos. El inmediato arresto de cuatro de los miembros del comité por la policía y su reconstitución con cinco nuevos miembros, sin embargo, frustró los intentos de Lenin, que en el comité final solo contó con tres delegados completamente fieles a su postura.
La elección de representantes fue muy irregular y dependiente del comité organizador: en muchas localidades apenas unos pocos afiliados eligieron al delegado, en otras este representaba a unos pocos simpatizantes, mientras que otras grandes organizaciones o corrientes como el Bund —con decenas de miles de miembros— o los economicistas apenas pudieron enviar un puñado de representantes (cinco delegados en el caso del Bund y tres en el de los economicistas). Aunque se cree que el congreso reflejaba la postura mayoritaria de los comités rusos, cercanos por entonces a la postura de Iskra, esta se aseguró de contar de todas maneras con la mayoría desde el comienzo. En algunos comités, los partidarios de Iskra forzaron la escisión si no habían logrado antes su control. La acción de la publicación de sus representantes en Rusia había debilitado notablemente la posición economicista y ganado para su postura el apoyo de un número creciente de organizaciones.
Guiado por Lenin, el comité organizador realizó un extenso trabajo preparatorio previo al II Congreso. Se adoptaron anteproyectos para la concertación del congreso en una sesión plenaria en Oriol en febrero de 1903. Con la participación de miembros del comité organizador, los comités locales del partido discutieron los anteproyectos. El comité organizador finalmente aprobó los anteproyectos, así como una lista de organizaciones locales que podrían estar representadas en el Congreso. El comité organizador preparó para el Congreso un informe detallado sobre sus actividades. Entre los puntos del orden del día del congreso, se había incluido la confirmación de Iskra como órgano oficial del partido, la aprobación del programa y la definición de la organización y reglamento interno de la formación. Iskra no solo se había asegurado de contar con una mayoría favorable entre los delegados, sino que había preparado con dedicación un borrador de programa para el partido que debía presentarse en el congreso. Lenin estaba convencido de poder lograr la aprobación de sus propuestas gracias a los concienzudos preparativos previos al congreso.

## Comienzo en Bruselas
El congreso comenzó el 17 de juliojul./ 30 de julio de 1903greg. en un almacén de harinas abandonado en Bruselas —en la parte trasera de una sede del partido socialista local—, capital belga, con la presencia de 43 delegados que representaban veintiséis organizaciones y contaban con un total de cincuenta y un votos. La apertura correspondió a Gueorgui Plejánov. De los delegados, treinta y tres eran en principio favorables a Iskra. El lugar de reunión, facilitado por socialistas belgas, hubo de cambiar continuamente para evitar a la policía. Nombrado «segundo congreso», su relación con el primero era meramente formal: el objetivo principal del congreso era la creación de un partido que únicamente existía teóricamente. Convocado por la junta editorial de Iskra, sus miembros lo dominaron. Del conjunto de delegados, únicamente tres no eran intelectuales.
La intención de los miembros de Iskra no era debatir los asuntos en los que disentían de otros grupos, sino imponer su punto de vista como el oficial del partido, preocupándose de tener desde el comienzo una mayoría de delegados. En parte el retraso en la convocatoria del congreso se había debido a la decisión de los miembros de Iskra de que no se celebrase hasta haberse asegurado el control de los comités de las organizaciones que debían acudir a él.
Los primeros días, el congreso se concentró en el debate de ciertos aspectos de la teoría marxista, en parte por el desconocimiento de los delegados sobre la situación en Rusia, que dificultaba el tratar tácticas revolucionarias. A pesar de la escasez de miembros del partido y de su deficiente organización en el país, se comenzó a sopesar el régimen que sucedería al zarismo tras la victoria de la revolución. Los asuntos principales fueron el programa del partido y su organización interna, sin prestarse apenas atención a cómo lograr el apoyo de las masas o enfrentarse a situación del momento en Rusia.
Tras diez días de sesiones y una vez aprobado el programa del partido, las autoridades belgas, presionadas por el Gobierno ruso, expulsaron a los delegados (5 de agosto de 1903), que se trasladaron a Londres para continuar el congreso. Este se reanudó apenas seis días más tarde, el 11 de agosto, en una iglesia socialista de la capital británica.

### La distribución de delegados
Al comienzo, los delegados del Bund (cinco) y los economicistas (tres), tenían que enfrentarse a los ocho delegados que representaban a los socialistas de la emigración (obtenidos mediante la asignación a cada uno de ellos la representación de diversas organizaciones) y a 31 delegados de los comités rusos, en principio favorables a Iskra. De esto, sin embargo, ocho delegados (con diez votos), provenientes del sur, eran menos leales a los emigrados y podían, en principio, votar junto con los primeros.

### Unidad o federalismo
Tras rechazarse la petición de un nuevo grupo, encabezado por David Riazánov, Lenin insistió en que el siguiente punto por tratar fuese el de las relaciones del partido con el Bund, que había exigido que la organización se estructurase de manera federal, entre formaciones iguales en las que él quedase como representante del proletariado judío. En este punto, que se debatió durante tres días, los bundistas quedaron aislados del resto de delegados. Su propuesta fue ampliamente rechazada. Dada la tensión por el reciente pogromo de Chisináu, el rechazo de la propuesta se dejó a los propios delegados judíos opuestos a ella, Mártov y Trotski.

### El programa del partido
A continuación, comenzaron las conversaciones sobre el programa del partido a partir del boceto presentado por los miembros de Iskra. El programa, que contenía una larga lista de medidas reformistas, fue aprobado casi sin oposición. Solo el derecho a utilizar el idioma de las minorías y el del partido a aplicar medidas en su interés más allá de cualquier principio llevaron a encendidas discusiones. El primero fue finalmente aprobado por estrechísima mayoría, mientras que el segundo llevó a la expresión de Gueorgui Plejánov, utilizada más tarde por Lenin en su disolución de la Asamblea constituyente en 1918 de «salus revolutionis suprema lex», aprobada por la mayoría de los delegados.
El programa aprobado constaba de dos partes: un «programa mínimo» por la revolución democrática, por el derrocamiento de la autocracia zarista, la República, la confiscación de latifundios y tierras usurpadas por los terratenientes, el reconocimiento del derecho de autodeterminación de las naciones y la instauración de una jornada de trabajo no superior a ocho horas; y un «programa máximo» por el socialismo. Un punto de debate candente sobre este último se refirió a la necesidad o no de una «dictadura del proletariado» para que la revolución socialista pudiera triunfar, que quedó consignada en el programa.
Aleksandr Martýnov y Vladímir Majnovets (Akímov), economicistas, hicieron diversas críticas tanto al programa, al que presentaron enmiendas democratizadoras, como a la obra de Lenin «¿Qué hacer?», en vano. Martýnov, apoyado por Akímov, acusó a Lenin de exagerar el papel de la intelectualidad en el movimiento, como reacción a la postura economicista. El programa presentado por los partidarios de Iskra se aprobó finalmente sin modificaciones de importancia.

## Continuación en Londres

### La organización interna
Aprobado el programa, el congreso pasó a decidir la estructura del partido. En nombre de Iskra, Lenin presentó una propuesta con tres órganos directivos: el comité central encargado de la dirección práctica de la organización, el órgano central (Iskra, según la decisión adoptada por el congreso en Bruselas), encargado de la ideología; y la junta, formada por dos delegados de cada una de las anteriores instituciones y un presidente, encargada principalmente de mediar en las posibles disputas entre ambos. Los tres órganos debían elegirse durante el congreso. La propuesta fue entregada para su estudio a una comisión de cinco miembros, entre ellos Lenin y Mártov, todos ellos teóricamente partidarios de Iskra. En el debate sobre la relación entre el comité central y las organizaciones afiliadas al partido, Lenin defendió con éxito que no se limitase el poder de intervención del primero en las segundas, con decidido apoyo de Trotski y ante las encendidas, pero inútiles protestas de bundistas y economicistas, que fueron derrotados en la votación. La organización del partido sería piramidal, con el comité central y, en especial, el órgano central, en la cúspide, dirigiendo los diversos comités locales, que tendrían escasa relación entre sí y mantendrían una estructura de célula clandestina para dificultar su desmantelamiento por la policía. Los órganos centrales tendrían poder absoluto sobre los diversos comités del partido y sobre sus miembros.
Tras cuatro días de estudio, la comisión presentó sus resultados, pero, para entonces, las diferencias entre Lenin y Mártov habían estallado en enfrentamiento público. La causa inmediata de las desavenencias había surgido de la selección por parte de Iskra y sus más cercanos seguidores (un grupo de unos dieciséis delegados) de los miembros que deseaban presentar para el comité central. Lenin se opuso a la inclusión de delegados del sur, considerándolos poco leales a Iskra, mientras que Mártov disentía. El 2 de agostojul./ 15 de agosto de 1903greg., se comunicó a los delegados que la comisión no había llegado a un acuerdo sobre el primer párrafo de los estatutos del partido, que definía quién podría ser miembro de este. Se presentaron dos redacciones al congreso, una por parte de Lenin y otra por parte de Mártov. La primera definía al afiliado al partido como:

[...] cualquiera que acepta su programa y apoya al partido mediante la participación personal en una de las organizaciones del partido.

mientras que la segunda rezaba:

[...] cualquiera que acepta el programa del partido, apoya al partido mediante medios materiales y le otorga su ayuda personal guiado por una de sus organizaciones.

La diferencia, aparentemente insignificante, llevó a duros debates. En aquel momento, sin embargo, las posturas de Lenin y Mártov eran muy cercanas, aunque las encendidas disputas a las que llevó condujeron a una paulatina separación. Axelrod tomó la palabra para rechazar la propuesta de Lenin mientras que Plejánov, tras dudar, le respaldó. En los debates, Lenin se mostró mucho más conciliador que el propio Plejánov. Trotski, que días antes había planteado una organización similar a la de Lenin, apoyó, sin embargo, a Mártov, que logró que su redacción fuese aprobada por 28 votos frente a 22. La de Lenin fue rechazada, a pesar de sus esfuerzos, por 28 votos en contra frente a 23 favorables. La diferencia principal entre ambas posiciones estribaba en la preferencia de Lenin de un partido reducido y centralizado, pero formado por marxistas ortodoxos que excluyese a aquellos considerados equivocados o tibios en el movimiento y, en la práctica, al grueso del proletariado, y la de sus contrarios, que preferían un gran partido proletario incluso si este diluía la supuesta ortodoxia. Lenin deseaba incluir en el partido solo a la vanguardia del proletariado, aquellos conciencia de clase y más decididos a la acción, no a toda la clase obrera.
Inmediatamente después de la votación, Iskra y sus partidarios volvieron a reunirse para la elección de candidatos al comité central, debate que había llevado a la misma. Incapaces de ponerse de acuerdo en la lista de candidatos, temiendo cada uno otorgar la preeminencia al otro, Lenin comenzó una intensa campaña para presentar a sus candidatos que el 18 de agosto anunció gracias al respaldo de 20 delegados con 24 votos. Mártov, por su parte, indicó su intención de no someterse más a la disciplina del grupo iskraísta, a pesar de los intentos de conciliación de Lenin, lo que agravó la confrontación.
Mientras, varias propuestas de Lenin fueron rechazadas en las votaciones del congreso: el control de la junta del partido por los emigrados en vez de por los residentes en Rusia, la posibilidad de que el órgano central pudiese vetar el ingreso de miembros en el comité central o la obligación de que las decisiones de la junta se realizasen por unanimidad.

### Cambio de mayorías
Derrotado sucesivamente, la suerte del congreso cambió favorablemente para Lenin al retirarse diversos delegados que se le habían opuesto: la elección de la Liga Extranjera (dependiente de Iskra) frente a la Unión de Socialdemócratas Rusos (los economicistas) para representar al partido en el extranjero hizo que Akímov y Aleksandr Martýnov abandonasen el congreso; poco después lo hacían los cinco delegados del Bund, opuestos a falta de federalización del partido. Por fin Lenin exigió la disolución de los miembros de las delegaciones del sur de Rusia, parte de «Южный Рабочий» (Trabajador del sur) y Mártov se encontró en minoría (de dos votos). A partir de ese momento, Lenin contó con una ajustada mayoría de, a lo sumo, 24 de los 44 votos disponibles en el congreso tras la retirada de los delegados mencionados. Gracias a esta mayoría, llamó a sus partidarios «bolcheviques» (mayoritarios) y a sus adversarios, «mencheviques» (minoritarios), con gran habilidad, dando a entender que su postura era la principal en el congreso.
Llegado el momento de elegir los miembros del comité central y del órgano central, los partidarios de Lenin argumentaron, con razón, la dificultad de acuerdo en la junta directiva de Iskra y que la mayoría del trabajo la habían realizado Plejánov, Lenin y Mártov y defendieron el nombramiento de estos, lo que daba el control a Lenin. Mártov rechazó la candidatura, temiendo quedar en permanente minoría ante Plejánov y Lenin. Mártov, que aceptó la legitimidad de la votación (aprobada por 22 votos favorables frente a 2 opuestos y 17 abstenciones), dudó, no obstante, de la autoridad moral del comité central elegido por parte únicamente de los delegados.
Luego se pasó a la elección del comité central, en la que solo votaron los veinticuatro partidarios de Lenin, hubo dos votos más en blanco y se abstuvieron los otros 20 delegados. A continuación, con la elección de Plejánov como presidente de la junta del partido, el congreso prácticamente finalizó.

### Últimos días
Los últimos días del congreso se dedicaron a leer las actas de las sesiones anteriores, dejándose de lado asuntos como la postura del partido frente a los sindicatos, los socialrevolucionarios o a los liberales.
Tras veinticuatro días de sesiones, el congreso, falto de fondos para continuar a pesar de tener asuntos pendientes que tratar, hubo de clausurarse; todos los delegados pudieron regresar a Rusia sin ser detenidos gracias a la red de agentes del Bund.

## Consecuencias
El congreso, reunido para unificar el partido, en realidad dio lugar a un cisma interno que nunca superó. La división interna restó, además, apoyos al partido, concentrado los meses posteriores al congreso en las disputas entre mencheviques y bolcheviques.
El control del partido por Lenin fue efímero: habiéndose forjado gran número de adversarios, en menos de un año se encontraba aislado en la organización.
Plejánov y Lenin se mostraron dispuestos a aceptar el regreso de sus cuatro antiguos coeditores a Iskra, pero con la condición de que Lenin fuese nombrado para el comité central, condición que Mártov solo aceptaba si cedía dos de los puestos en este, y que Lenin rechazó, por lo que fracasaron las negociaciones.
Los mencheviques, por su parte, se negaron a contribuir en el periódico o en los comités del partido y formaron una organización paralela.